# Liste der Monuments historiques in Brettnach
Die Liste der Monuments historiques in Brettnach führt die Monuments historiques in der französischen Gemeinde Brettnach auf.

## Liste der Objekte
| Bezeichnung | Beschreibung                     | Standort                         | Kennzeichnung | Schutzstatus | Datum | Bild |
| ----------- | -------------------------------- | -------------------------------- | ------------- | ------------ | ----- | ---- |
| Orgel       | 1874 von Dalstein-Hærpfer gebaut | in der Kirche St-Pancrace (Lage) | PM57000720    | Inscrit      | 2005  |      |